# Faturilau
Faturilau ist ein osttimoresischer Suco im Verwaltungsamt Lequidoe (Gemeinde Aileu).

## Geographie
Der Suco Faturilau liegt im Osten des Verwaltungsamts Lequidoe. Westlich liegt der Suco Bereleu. Im Nordwesten grenzt Faturilau an das Verwaltungsamt Remexio mit seinen Sucos Fadabloco und Faturasa. Im Osten liegt das zur Gemeinde Manatuto gehörende Verwaltungsamt Laclubar mit seinem Suco Funar. Im Süden befinden sich das zur Gemeinde Manufahi gehörende Verwaltungsamt Turiscai mit seinen Sucos Fatucalo, Lessuata, Liurai und Caimauc.
Die Grenze zu Caimauc bildet zunächst der Daisoli. Er mündet in den Lana, der weiter der Südgrenze Faturilaus folgt, vorbei an den Nachbarsucos Caimauc, Liurai, Lessuata und Fatucalo. Dabei fließen in den Grenzfluss aus Faturilau kommend der Suruha, der Nauha und der Karama, die alle in Faturilau entspringen. Der Lana heißt nun Eratihamaubere (andere Quelle: Ermoru Mantane) auf seinem Weg entlang der Grenze zwischen Faturilau und Faucalo. Aus Bereleu kommend fließt nach Faturilau der Orlaquru. Als Orlaunic (andere Quelle: Maldaer) mündet er später in den Eratihamaubere, der schließlich an der Ostgrenze auf den Hatobutaban trifft. Der vereinte Fluss ist der Nördliche Lacló, einer der wichtigsten Flüsse im Norden Timors und einer der wenigen, die dort auch in der Trockenzeit Wasser führen. Er bildet die Grenze Faturilaus zu Funar. Die Nordgrenze zum Verwaltungsamt Remexio bildet der Coumai, der später als Noru an der Grenze zu Manatuto in den Nördlichen Lacló fließt.
Vor der Gebietsreform 2015 hatte Faturilau eine Fläche von 77,60 km². Gebiete wurden im Nordwesten an Bereleu abgegeben, wofür andere von Bereleu weiter südlich an Faturilau gingen. Das gesamte Territorium Faturilaus südwestlich des Eratihamaubere fiel an Fatucalo. Nun hat Faturilau eine Fläche von 65,71 km². Der Suco teilt sich in die zwei Aldeias Cairema (Kairema) und Lebumeran.
Durch die Aldeia Cairema führt eine Straße von Westen kommend. An ihr liegen im Westen Cairemas das Dorf Cairema und ein kleiner Weiler. Im Ort Cairema befinden sich der Sitz des Sucos Faturilau, eine Grundschule, die Kapelle Nossa Senhora dos Dores sowie ein Hubschrauberlandeplatz für Notfälle. Im Westen der Aldeia Lebumeran befindet sich das Dorf Rai Fusar, das über eine Grundschule verfügt. Ansonsten finden sich als Besiedlung in dem Suco nur noch kleine Weiler und einzeln stehende Häuser.
Größere Straßen zur Anbindung an die Außenwelt fehlen. So mussten für die Parlamentswahlen in Osttimor 2007 die Wahlurnen zum Wahllokal im Sitz des Sucos noch mit Trägern und Pferden gebracht und wieder abgeholt werden. Noch 2021 war Faturilau ohne Anschluss an das nationale Stromnetz.

## Einwohner
Im Suco leben 775 Einwohner (2022), davon sind 391 Männer und 384 Frauen. Im Suco gibt es 102 Haushalte. Über 90 % der Einwohner geben Mambai als ihre Muttersprache an. Über 5 % sprechen Tetum Prasa.

## Politik
Bei den Wahlen von 2004/2005 wurde Mateus Manuel zum Chefe de Suco gewählt und 2009 in seinem Amt bestätigt. Bei den Wahlen 2016 gewann Albano Amaral.